# زاك ثورنتون
زاك ثورنتون (بالإنجليزية: Zach Thornton) (10 أكتوبر 1973 في الولايات المتحدة - ) هو لاعب كرة قدم أمريكي في مركز حراسة المرمى. شارك مع منتخب الولايات المتحدة لكرة القدم. أما مع النوادي، فقد لعب مع شيكاغو فاير وكولورادو رابيدز ونادي بنفيكا ونادي شيفاز يو إس أي ونيويورك ريد بولز وNorth Jersey Imperials ‏.

## وصلات خارجية
- زاك ثورنتون على موقع الدوري الأمريكي (الإنجليزية)
- زاك ثورنتون على موقع قاعدة بيانات كرة القدم.إي يو (الإنجليزية)
- زاك ثورنتون على موقع ناشيونال فوتبول تيمز (الإنجليزية)
- زاك ثورنتون على موقع Soccerway.com (الإنجليزية)
- زاك ثورنتون على موقع عالم كرة القدم.نت (الإنجليزية)